# Двухшаговый метод наименьших квадратов
Двухшаговый метод наименьших квадратов (Двухшаговый МНК, ДМНК,TSLS, 2SLS — англ. Two-Stage Least Squares) — метод оценки параметров эконометрических моделей, в частности систем одновременных уравнений, состоящий из двух этапов (шагов), на каждом из которых применяется метод наименьших квадратов.
Двухшаговый МНК тесно связан с методом инструментальных переменных. Иногда его и называют обобщённым или просто методом инструментальных переменных. При оценке одиночных уравнений используются дополнительные (инструментальные) переменные, в модели непосредственно не участвующие. Их использование связано с тем, что часть факторов модели могут не удовлетворять требованию экзогенности. При оценке систем одновременных уравнений обычно инструментами являются экзогенные переменные системы.

## Сущность метода
Пусть X — множество факторов эконометрической модели, часть которых могут быть эндогенными, часть экзогенными. Пусть также дано множество экзогенных для модели переменных Z (часть из них может участвовать в модели, а часть нет). Количество инструментов должно быть не меньше количества исходных факторов модели.
Процедура двухшагового МНК заключается в следующем:
Шаг 1. Обычным МНК оценивается регрессия факторов X на инструменты {\displaystyle X=ZB+U}. Оценки параметров этой модели, очевидно, равны:
{\displaystyle {\hat {B}}_{OLS}=(Z^{T}Z)^{-1}Z^{T}X}.
В результате получаем следующие оценки исходных переменных:
{\displaystyle {\hat {X}}=Z{\hat {B}}=Z(Z^{T}Z)^{-1}Z^{T}X=P_{Z}X~,~P_{Z}=Z(Z^{T}Z)^{-1}Z^{T}}
Шаг 2. На втором этапе оценивается (также обычным МНК) исходная модель с заменой факторов модели на их оценки, полученные на первом шаге:
{\displaystyle {\hat {b}}_{TSLS}=({\hat {X}}^{T}{\hat {X}})^{-1}{\hat {X}}^{T}y=(X^{T}P_{Z}^{T}P_{Z}X)^{-1}X^{T}P_{Z}^{T}y}
Учитывая, что {\displaystyle P_{Z}^{T}=P_{Z}~,~P_{Z}^{T}P_{Z}=P_{Z}} окончательно получаем формулу оценок двухшагового МНК:
{\displaystyle {\hat {b}}_{TSLS}=(X^{T}P_{Z}X)^{-1}X^{T}P_{Z}y~,~~P_{Z}=Z(Z^{T}Z)^{-1}Z^{T}}
Если ковариационная матрица случайных ошибок модели пропорциональна единичной, то есть {\displaystyle \sigma ^{2}I}, то ковариационная матрица этих оценок равна {\displaystyle V_{{\hat {b}}_{TSLS}}=\sigma ^{2}(X^{T}P_{Z}X)^{-1}}

### Взвешенный двухшаговый МНК
Если на каждом из двух шагов применить не обычный, а взвешенный МНК с одной и той же весовой матрицей {\displaystyle W}, то получим оценки взвешенного двухшагового МНК (Weighted TSLS, WTSLS):
{\displaystyle {\hat {b}}_{WTSLS}=(X^{T}P_{Z}X)^{-1}X^{T}P_{Z}y~,~~P_{Z}=WZ(Z^{T}WZ)^{-1}WZ^{T}}
Формула ковариационной матрицы аналогична обычному TSLS с учётом формулы для {\displaystyle P_{Z}}.

## Связь с методом инструментальных переменных
Двухшаговый МНК называют также обобщённым методом инструментальных переменных (GIVE — Generalized Instrumental Variables Estimator) или просто методом инструментальных переменных. Если количество инструментов z совпадает с количеством исходных переменных (случай точной идентификации), то матрицы {\displaystyle Z^{T}X,~X^{T}Z} являются квадратными. Следовательно
{\displaystyle {\hat {b}}_{TSLS}=(X^{T}Z(Z^{T}Z)^{-1}Z^{T}X)^{-1}X^{T}Z(Z^{T}Z)^{-1}Z^{T}y=(Z^{T}X)^{-1}(Z^{T}Z)(X^{T}Z)^{-1}(X^{T}Z)(Z^{T}Z)^{-1}(Z^{T}y)=(Z^{T}X)^{-1}Z^{T}y}
То есть получаем классическую формулу метода инструментальных переменных {\displaystyle {\hat {b}}_{IV}=(Z^{T}X)^{-1}Z^{T}y}.
Необходимо также отметить и связь с методом инструментальных переменных в обратном направлении, а именно двухшаговый МНК является частным случаем метода ИП, когда в качестве инструментов используются МНК-оценки факторов на некоторые переменные Z:
{\displaystyle {\hat {b}}_{IV}=({\hat {X}}^{T}X)^{-1}{\hat {X}}^{T}y=(X^{T}P_{Z}X)^{-1}X^{T}P_{Z}y}
что совпадает с формулой двухшагового МНК.

## Двухшаговый МНК в системах одновременных уравнений
В системах одновременных уравнений двухшаговый МНК применяется для оценки параметров структурных уравнений, поскольку в последних в качестве факторов участвуют эндогенные переменные модели и применение обычного МНК приводит к смещённым и несостоятельным оценкам.
Здесь в качестве инструментов Z обычно выступают экзогенные переменные самой модели. Соответственно процедура оценки заключается в том, что на первом шаге обычным МНК оценивается регрессия эндогенных переменных на все экзогенные переменные системы, а затем эти оценки используют на втором шаге вместо эндогенных переменных правой части структурного уравнения, к которому применяется обычный МНК.
Такой подход позволяет получить состоятельные оценки параметров структурной формы.